# پای سیب

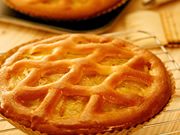
تارت سیب

پای سیب یا تارت سیب (به انگلیسی: Apple pie) یکی از انواع پای‌های میوه است که مادهٔ اصلی آن سیب است. در بعضی از انواع آن ممکن است خامهٔ زده شده یا بستنی بر روی آن قرار بگیرد. خمیر این شیرینی به طور معمول از دو قسمت تشکیل شده، قسمت زیرین به صورت یک‌پارچه است و معمولاً در قسمت بالایی آن نوارهای باریک قرار دارد.